# Cirugía láser
La cirugía láser es un tipo de cirugía que utiliza un láser (en vez de utilizar un escalpelo) para cortar tejidos.
Ejemplos son el uso de un escalpelo láser en actividades de cirugía convencional y láser de tejidos blandos, en cuyo caso el haz  láser vaporiza tejido blando con un elevado contenido de agua.
La cirugía láser es comúnmente utilizada en el ojo. Las técnicas utilizadas incluyen LASIK, que se utiliza para corregir casos de miopía e hipermetropía en la visión, y queratectomía fotorrefractiva, un procedimiento que permite modelar de manera permanente la forma de la córnea utilizando un láser excimer para quitar una pequeña cantidad de tejido.
Los tipos de láser quirúrgicos incluyen los de dióxido de carbono, argón, láser Nd-YAG, y titanil fosfato de potasio, entre otros.

## Efectos
1. Efecto fotoquímico: clínicamente denominado terapia fotodinámica. Se administra un fotosensibilizador (fotofrina II) que es absorbido por el tejido tumoral y luego irradiado por luz láser dando como resultado sustancias altamente tóxicas con la consiguiente necrosis del tumor. La terapia fotodinámica se utiliza en la paliación del carcinoma de esófago y bronquial y en la ablación de cánceres de mucosas del tracto gastrointestinal y la vejiga urinaria.
2. Efecto fotoablativo: se utiliza en cirugías oculares como queratoplasto en banda y endartectomía de vasos sanguíneos periféricos.
3. Efecto fototérmico: esta propiedad se utiliza para el control endoscópico del sangrado, por ejemplo, úlceras pépticas sangrantes, várices esofágicas.
4. Efecto fotomecánico: utilizado en litotricia intraluminal

## Equipos

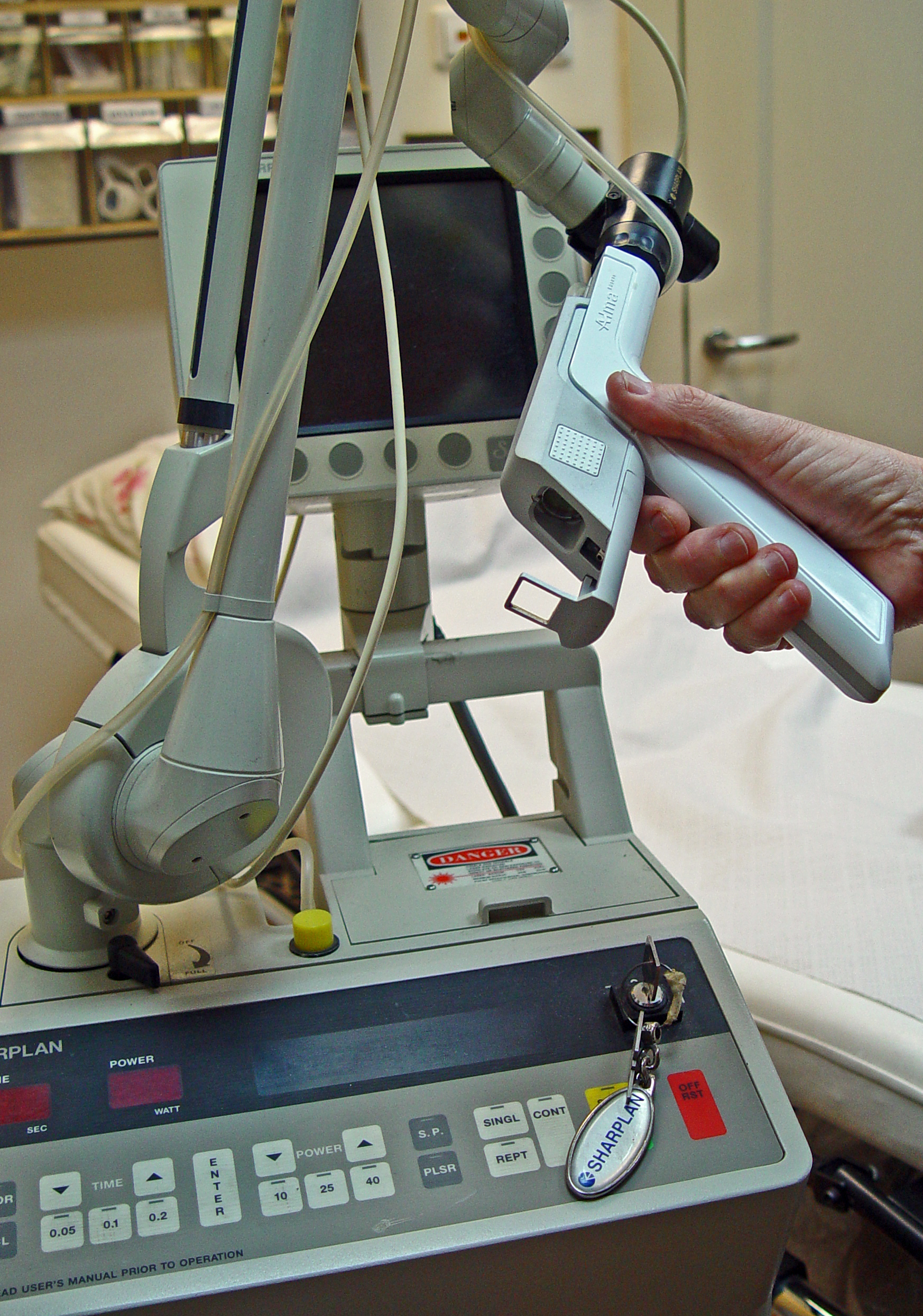
Láser de CO_{2} de 40 watt utilizado en la cirugía láser de tejidos blandos.

Los sistemas láser quirúrgicos, a veces llamados "bisturís láser", se diferencian no solo por la longitud de onda, sino también por el sistema de suministro de luz: fibra flexible o brazo articulado, así como por otros factores.
En el 2010 los láseres de CO2 eran los láseres quirúrgicos de tejidos blandos dominantes.

## Usos

### Tejido blando
La cirugía con láser de tejidos blandos se utiliza en una variedad de aplicaciones en humanos (cirugía general, neurocirugía, otorrinolaringología, odontología, ortodoncia, y cirugía oral y maxilofacial, así como en cirugía veterinaria. La cirugía de tejidos blandos se usa para cortar, extirpar, vaporizar y coagular. Hay varias longitudes de onda láser diferentes que se utilizan en la cirugía de tejidos blandos. Diferentes longitudes de onda láser y configuraciones del dispositivo (como la duración y la potencia del pulso) producen diferentes efectos en el tejido. Algunos tipos de láseres de uso común en la cirugía de tejidos blandos incluyen erbio, diodo, y CO2. Los láseres de erbio son excelentes cortadores, pero proporcionan una hemostasia mínima. Los diodos láser (punta caliente) proporcionan una excelente hemostasia, pero son cortadores lentos. Los láseres de CO2 son eficaces tanto para cortar como para coagular.

#### Dermatología y cirugía plástica
Una gama de láseres como el de erbio, tinte, láseres de interruptor Q y CO2 se utilizan para tratar diversas afecciones de la piel, incluidas cicatrices, lesiones vasculares y pigmentadas y para el fotorrejuvenecimiento. La cirugía con láser para dermatología a menudo pasa por alto la superficie de la piel. El principio de la cirugía láser para problemas dermatológicos se basa en SPTL (fototermólisis selectiva). El rayo láser penetra en la piel hasta que encuentra un cromóforo que absorbe el rayo láser. Después de la absorción del rayo láser, se genera calor para inducir la coagulación, necrosis del tejido objetivo, esto da como resultado la eliminación de tejido no deseado mediante cirugía láser.
El rejuvenecimiento con láser es una técnica en la que los enlaces covalentes de un material se disuelven mediante un láser, una técnica inventada por el cirujano plástico estético Thomas L. Roberts, III utilizando láseres de CO2 en la década de 1990.
Los láseres también se utilizan para la lipectomía asistida por láser.

#### Cirugía ocular
Se utilizan varios tipos de cirugía con láser para tratar el error de refracción. LASIK, en el que se usa un cuchillo para cortar un colgajo en la córnea, y se usa un láser para remodelar las capas debajo, se usa para tratar el error de refracción. IntraLASIK es una variante en la que el colgajo también se corta con láser. En la queratectomía fotorrefractiva (PRK, LASEK), la córnea se reforma sin primero cortar un colgajo. En la queratoplastia térmica con láser, se hace un anillo de quemaduras concéntricas en la córnea, lo que hace que su superficie se incline, lo que permite una mejor visión de cerca. ReLEx SMILE es el último avance en tecnología de corrección de la visión con láser. En la cirugía SMILE, el láser de femtosegundo VisuMax® de ZEISS se utiliza para realizar una pequeña incisión y crear un tejido de mini lente (o lentículo) precalculado dentro de la córnea.
Los láseres también se utilizan para tratar afecciones no refractivas, como la queratectomía fototerapéutica (PTK), en la que se eliminan las opacidades y las irregularidades de la superficie de la córnea, y la coagulación con láser, en la que se usa un láser para cauterizar los vasos sanguíneos del ojo, para tratar diversas afecciones. Los láseres pueden usarse para reparar desgarros en la retina.

#### Cirugía endovascular
La endarterectomía con láser es una técnica en la que se extirpa una placa ateromatosa completa en la arteria. Otras aplicaciones incluyen angioplastias asistidas por láser y anastomosis vascular asistida por láser.

#### Cirugía del pie y el tobillo
Los láseres se utilizan para tratar varios trastornos en la cirugía de pie y tobillo. Se utilizan para eliminar tumores benignos y malignos, tratar juanetes, desbridar úlceras y quemaduras, extirpar nevos epidérmicos, nevos de ampollas de goma azules y queloides, y eliminar cicatrices hipertróficas y tatuajes.
Un láser de dióxido de carbono (CO2) se usa en cirugía para tratar la onicocriptosis (uñas encarnadas), la onicauxis (uñas de palo), la onicogrifosis (uña de cuerno de carnero) y la onicomicosis (uña de hongo).

#### Cirugía del tracto gastro intestinal
La cirugía láser del peritoneo se utiliza para la adhesiólisis; mientras que la úlcera péptica y várices esofágicas son tratadas mediante  fotoablación con láser.
Se utiliza el láser para realizar coagulaciones de malformaciones vasculares del estómago, duodeno y colon; también se pueden utilizar láseres para tratar de manera eficaz cánceres gástricos tempranos siempre que midan menos de 4 cm y no afecten a los ganglios linfáticos. Los láseres también se utilizan para tratar la fibrosis submucosa oral.
Se realiza terapia paliativa con láser paliativo en cánceres de esófago avanzados con obstrucción de la luz. Se realiza una recanalización de la luz que permite al paciente reanudar una dieta blanda y mantener la hidratación.
Se realiza terapia de ablación láser en cánceres colorrectales avanzados para aliviar la obstrucción y controlar el sangrado; también se realiza cirugía láser en la hemorroidectomía y es un método relativamente popular y no invasivo de eliminación de hemorroides.
Las resecciones hepáticas asistidas por láser se han realizado utilizando dióxido de carbono y láseres Nd: YAG; y la ablación de los tumores hepáticos se puede lograr mediante la fotovaporización selectiva del tumor.
La litotricia endoscópica con láser es una modalidad más segura en comparación con la litotricia electrohidráulica.

#### Cirugía bucal y dental
El láser de CO2 se utiliza en cirugía oral y dental para prácticamente todos los procedimientos de tejidos blandos, como gingivectomías, vestibuloplastias, frenectomías y operculectomías. La longitud de onda del CO2 de 10600 nm es segura alrededor de los implantes, ya que se refleja en el titanio y, por lo tanto, ha ganado popularidad en el campo de la periodoncia. El láser también puede ser eficaz para tratar la periimplantitis.

#### Cirugía de columna
La cirugía de columna con láser comenzó a tener un uso clínico en la década de 1980 y se usó principalmente dentro de la discectomía para tratar la enfermedad del disco lumbar bajo la idea de que calentar un disco abultado vaporizaba suficiente tejido para aliviar la presión sobre los nervios y ayudar a aliviar el dolor.
Desde entonces, la cirugía de columna con láser se ha convertido en una de las formas más comercializadas de cirugía de columna mínimamente invasiva, a pesar de que nunca se ha estudiado en un ensayo clínico controlado para determinar su eficacia, aparte de la descompresión del disco. Los datos basados en la evidencia sobre el uso de láseres en la cirugía de columna son limitados y su seguridad y eficacia no se conocían bien en 2017.

#### Cirugía torácica
En la cirugía torácica, las aplicaciones de láser quirúrgico se utilizan con mayor frecuencia para eliminar metástasis pulmonares y tumores de diferentes localizaciones primarias. Otras áreas de aplicación son la sección quirúrgica del parénquima, las resecciones segmentarias anatómicas, la extirpación de tumores de la pared torácica y la abrasión de la pleura parietal. Desde la introducción de los láseres quirúrgicos, la cantidad de nódulos pulmonares potencialmente resecables quirúrgicamente ha aumentado significativamente. En comparación con la cirugía con láser, otros métodos quirúrgicos convencionales, como las resecciones segmentarias o en cuña con grapado quirúrgico, normalmente conducirán a una mayor pérdida de tejido pulmonar, especialmente en pacientes con métodos de múltiples nódulos pulmonares.
Otras ventajas de la cirugía con láser en comparación con los métodos convencionales son que conduce a una función pulmonar posoperatoria mejorada y que brinda la posibilidad adicional de analizar histológicamente el material extraído que de otro modo se destruiría por radiación o calor.

#### Otras cirugías
El láser de CO2 también se utiliza en ginecología, genitourinaria, cirugía general, otorrinolaringología, ortopedia y neurocirugía.

### Tejidos duros
Los láseres también se utilizan para cortar o extirpar huesos y dientes en odontología.